# کوسه تیره
کوسه تیره (نام علمی: Carcharhinus obscurus) نام یک گونه از سرده کوسه‌های تیزبینی است.